# Eugen Brixel
Eugen Brixel (Mährisch Schönberg, 27 maart 1939 – Graz, 16 oktober 2000) was een Tsjechisch-Oostenrijkse componist, musicoloog, muziekpedagoog, hoogleraar, dirigent en klarinettist.

## Levensloop
Brixel studeerde aan de toenmalige muziekacademie, nu: Universität für Musik und darstellende Kunst Wien, in Wenen bij Leopold Wlach en Karl Österreicher met het hoofdvak klarinet en behaalde zijn diploma in 1962. Van 1960 tot 1967 studeerde hij aan de Universiteit van Wenen theaterwetenschappen, musicologie en psychologie. Op 16 juli 1967 promoveerde hij tot Dr. phil.. In 1982 behaalde hij zijn Magister Artium aan de Universität für Musik und darstellende Kunst Graz.
Van 1967 tot 1969 was hij klarinettist zowel bij de Militärmusik Salzburg als bij de Militärmusik Wien. Op 7 november 1968 behaalde hij zijn diploma als militaire kapelmeester. Vanaf 1989 was hij Bundeskapellmeister van de landelijke Oostenrijkse blaasmuziekfederatie (Österreichischer Blasmusikverband).
Van 1969 tot 1972 was hij muziekleraar aan de muziekschool Feldbach. In 1972 werd hij docent aan de Universität für Musik und darstellende Kunst in Graz en deed onderzoek in de blaasmuziek. In 1978 werd hij door de Oostenrijkse Bondspresident Rudolf Kirchschläger tot professor benoemd en in 1991 tot hoogleraar (ordentlicher Hochschulprofessor).  Daarnaast was hij sinds 1974 ook docent aan het Johann-Josef-Fux-Konversatorium in Graz. Hij werd tweede voorzitter van de Internationale Gesellschaft zur Erforschung und Förderung der Blasmusik (IGEB) en voorzitter van de vakcommissie blaasmuziek in de Confédération Internationale des Sociétés Musicales (CISM). 
Van 1974 tot 1996 was hij dirigent van de Stadtmusik Feldbach.
Brixel was ook als arrangeur en componist werkzaam. Hij schreef werken voor orkest, harmonieorkest, muziektheater en kamermuziek. Brixel kreeg verschillende onderscheidingen zoals het grote ereteken van de Oostenrijkse deelstaat Stiermarken (1983), het Zilveren Ereteken voor Verdienste voor de Republiek Oostenrijk (1997) en het grote gouden ereteken van de Oostenrijkse deelstaat Stiermarken (2000).

## Composities

### Werken voor orkest
- 1959: - Dreams in Spring (Träume im Frühling), voor klarinet en kamerorkest
- 1959: - Ischler Törtchen, wals
- 1959: - Cocktails for Darling
- 1959: - Liebe in CinemaScope, intermezzo voor dwarsfluit en orkest
- 1959: - Valse charmante, voor viool en orkest
- 1960: - Serenade at noon (Ständchen im Dämmerlicht), voor dwarsfluit en orkest
- 1961: - Concertino bravouroso, voor klarinet en orkest
- 1963: - Max und Moritz, polka
- 1963: - Mister Bassoon, voor fagot en orkest
- 1964: - Gala-Premiere, polonaise voor orkest
- 1964: - Mademoiselle Musette, valse musette
- 1965: - Gloriette, wals
- 1966: - Transalpin, intermezzo
- 1968: - Geistesblitze, intermezzo

### Werken voor harmonieorkest
- 1959: - Panem et circenses, feestelijke mars
- 1962: - Jugend-Festival Marsch
- 1962: - Hoch Osterwitz-Marsch
- 1963: - Wildenstein Marsch
- 1964: - Auf großer Fahrt
- 1967: - Mit fliegenden Fahnen, mars
- 1969: - Vom Dachstein zum Böhmerwald (Vom Inn zur Enns)
- 1972: - Alle Achtung, concertmars
- 1972: - Jung-Steirer - Marsch
- 1975: - Kleine Salzkammergut-Suite
  1. Aufzug
  2. Steyrischer
  3. Lauffener Schützen-Polka
  4. Ischler Ländler
  5. Alt-Ausseer Hochzeitsmarsch
- 1976: - Steirischer Panther, concertmars
- 1976: - Dr. Kirchschläger-Marsch
- 1976: - Harmtodt-Marsch
- 1979: - Transatlantik, rapsodie
- 1979: - Ein Lob der Blasmusik, voor spreker(s) en harmonieorkest - tekst: Gerda Klimek, Gerhard Schwarzer
- 1981: - Präsidenten-Marsch
- 1982: - Doktor-Krainer-Marsch
- 1982: - Musica solemnis, feestmuziek
- 1982: - Maestoso - Festmusik
- 1982: - Jungbläser-Parade, intermezzo marciale
- 1983: - Esmeralda, Spanse schetsen
- 1983: - Feldbacher Fanfare, voor harmonieorkest
- 1983: - Fix und Fox, voor 2 klarinetten en harmonieorkest
- 1984: - Ladies first, mars
- 1985: - Shake hands, mars
- 1985: - Viennensia, suite 
  1. Belvedere
  2. Gloriette
  3. Freudenau
- 1986: - Steirerland - (Steirische Breite), mars
- 1987: - Apropos Strauß - Praphrase over motieven van Johann Strauss II
- 1987: - La Bellissima, serenade voor bugel en harmonieorkest
- 1989: - Fantastica, voor bugel en harmonieorkest
- 1989: - Teneriffa, voor bugel en harmonieorkest
- 1989: - Vivat Academia, feestmars
- 1989: - Bagatellen (ein österreichisches Divertimento), in 4 delen
- 1990: - Disneyland, suite
  1. Mickey Mouse
  2. Cinderella
  3. Western Express
- 1990: - Melodie für Stefanie (naar Alfons Czibulka "Stefanie Gavotte")
- 1990: - Präsident-Waldheim-Marsch
- 1994: - Hochzeitsmusik nach Themen aus Richard Wagners "Lohengrin"
- 1994: - Poleposition - Marsch
- 1994: - Euro City (Zug um Zug), mars
- 1996: - Salut an Carl Michael, parafrase
- 1996: - Vienna-Festival - Marsch
- - ÖBV (Österreichischer Blasmusik Verband) - Jubiläumsmarsch

### Muziektheater

#### Musicals
| Voltooid in | titel                                              | uitvoeringen | première        | libretto                  | verdere liedteksten | choreografie |
| ----------- | -------------------------------------------------- | ------------ | --------------- | ------------------------- | ------------------- | ------------ |
| 1961        | Rittercocktail, in 1 akte                          |              |                 | Dieter Neumann            |                     |              |
| 1968        | Politik im Walzertakt oder Virginia und der Kaiser |              | 1968, Bad Ischl | Hermann Demel-Freischmied |                     |              |

#### Toneelmuziek
- 1971: - Die deutschen Kleinstädter - première in: Feldbach
- 1972: - Die Freier - tekst: Joseph von Eicherndorff
- 1972: - Eulenspiegel
- 1982 rev.1989: - Rapunzel, sprookje
- 1993: - Lippl vulgo Faust - tekst: Gerda Klimek

### Vocale muziek

#### Liederen
- 1958: - Was weißt denn du?, voor zangstem en piano

### Kamermuziek
- 1963: - Perspektiven, voor esklarinet, besklarinet en basklarinet
- 1977: - Panharmonikon, vier schetsen voor blazerssextet (esklarinet, 2 besklarinetten, 2 trompetten en trombone)
- 1978: - Commedia dellʹarte - Musik zu einer Stegreifkomödie, zes schetsen voor blazerstrio (dwarsfluit, klarinet en hoorn)
- 1978: - Aerophonie, voor 9 trompetten
- 1981: - Postscriptum, voor blaaskwintet
- 1981: - Aulodie, voor hobo (of klarinet) en fagot
- 1981: - Discussio I, voor trompet en trombone
- 1982: - Zwei Capricci, voor altsaxofoon en piano
- 1982: - Audiamus igitur, burleske voor koperkwintet (2 trompetten, hoorn, trombone en tuba)
- 1996: - Vier alpenländische Hirtenlieder, voor variabele bezetting (2 dwarsfluiten/klarinetten/bugels/trompetten/hoorns/trombones)
- 1998: - Vaudeville - Hommage à Offenbach, voor saxofoonkwartet
- 2000: - Congratulation for Carl Gottlieb - four alterations on two themes in one movement for three clarinets by Carl Gottlieb Reißiger, voor 3 klarinetten

### Werken voor klarinet
- 1974: - Etüden
- 1979: - Sonatine
- 1998: - Brimborium, 3 burleske bagatellen

### Werken voor saxofoon
- 1978: - Etüden
- 1984: - Saxophonissimo (Méditation - Exercise), voor altsaxofoon

### Bewerkingen
| Componist                      | Titel                                                                                           | Instrumentatie                        |
| ------------------------------ | ----------------------------------------------------------------------------------------------- | ------------------------------------- |
| Johann Georg Heinrich Backofen | Drei Duos                                                                                       | voor 2 klarinetten                    |
| Ludwig van Beethoven           | Drei Stücke für Harmoniemusik (1810) – Polonaise – Ecossaise – Zapfenstreich                    | voor harmonieorkest                   |
| Ludwig van Beethoven           | Allegro und Menuett WoO 26, (1792)                                                              | voor 2 dwarsfluiten of 2 klarinetten  |
| Ludwig van Beethoven           | Variationen über ein Thema aus Mozarts "Don Giovanni": Reich' mir die Hand, mein Leben, WoO 28  | voor 3 klarinetten                    |
| Joseph Fahrbach                | Thema und Variationen für zwei Flügelhörner                                                     | voor 2 bugels                         |
| Philipp Fahrbach jr.           | Play Fahrbach, op. 340                                                                          | voor harmonieorkest                   |
| Viktorin Hallmayr              | Ouvertüre für Harmoniemusik                                                                     | voor harmonieorkest                   |
| Joseph Lanner                  | Steyrische Tänze, op. 165                                                                       | voor harmonieorkest                   |
| Karl Millöcker                 | Mazurka "Schöne Polin" uit de operette "Der Bettelstudent"                                      | voor harmonieorkest                   |
| Wolfgang Amadeus Mozart        | Mozartiade – Deutscher Tanz, KV 567 – Kontretanz, KV 462 – Quadrille KV 463 – Kontretanz KV 609 | voor harmonieorkest                   |
| Johann Baptist Schiedermayr    | Sechs Aufzüge "zum Gebrauche bei grossen Feierlichkeiten"                                       | voor 3 trompetten, trombone en pauken |
| Franz Schubert                 | Harmoniemusik D.72                                                                              | voor harmonieorkest                   |
| Louis Spohr                    | Notturno für Harmonie- und Janitscharen-Musik, op. 34                                           | voor harmonieorkest                   |
| Anton Stadler                  | Klarinetten-Trios                                                                               | voor 3 klarinetten (of bassethoorns)  |
| Anton Stadler                  | Capriccio                                                                                       | voor klarinet solo                    |
| Johann Strauss jr.             | Reitermarsch                                                                                    | voor harmonieorkest                   |
| Josef Strebinger               | Konzertvariationen in Es majeur                                                                 | voor bugel (solo) en harmonieorkest   |
| Carl Michael Ziehrer           | Verborgene Perlen, wals op. 467                                                                 | voor harmonieorkest                   |

## Publicaties
- Die Ära Wilhelm Karczag im Theater an der Wien, Dissertation, Wien: Universität Wien, 1966.
- samen met Franz Kerschbaumer: Bericht über die 2. internationale jazzwissenschaftliche Tagung in Strobl am Wolfgangsee, vom 17.-22. April 1972, Graz : Hochschule für Musik und darstellende Kunst, 1972.
- samen met andere auteurs: Aktualisierung des instrumentalen Unterrichts für Bläser (Oboe, Klarinette, Fagott, Horn, Trompete, Posaune): Tagungsbericht: Graz-Eggenberg 30. März bis 1. April 1973, Graz: Arbeitsgemeinschaft der Musikerzieher Österreichs, 1975. 80 p.
- samen met Emil Rameis: Die österreichische Militärmusik von ihren Anfängen bis zum Jahre 1918. Ergänzt u. bearb. v. Eugen Brixel. - Tutzing 1976. 208 S., 4 Bl. Abb. (Alta musica 2). ISBN 3-795-20174-8 ISBN 978-3-795-20174-6
- samen met Wolfgang Suppan: Bericht über die Erste Internationale Fachtagung zur Erforschung der Blasmusik, Kongreßbericht Graz 1974, Tutzing: H. Schneider Verlag, 1976. 319 p., ISBN 978-3-795-20172-2
- samen met Wolfgang Suppan: Alta musica - eine Publikation der Gesellschaft zur Erforschung und Förderung der Blasmusik, Tutzing : Schneider, 1976.
- samen met Wolfgang Suppan: Sepp Tanzer zum 70. Geburtstag, Graz: Gesellschaft zur Erforschung und Förderung der Blasmusik, 1977. 15 p.
- Klarinetten-Bibliographie, Wilhelmshaven: Heinrichshofen, 1977. 512 p., ISBN 978-3-795-90144-8
- Review of "Carl Michael Ziehrer. Sein Werk,— sein Leben,— seine Zeit", in: Die Musikforschung, v30 nr. 3, Juli/September 1977. pp. 408-409
- Die Blasmusik und ihre instrumentengeschichtliche Entwicklung, 1979.
- samen met Wolfgang Suppan: Das große steirische Blasmusikbuch - Mit Ehrentafel der steirischen Blasmusikkapellen, Wien; New York; München: Fritz Molden, 1981. 423 p., ISBN 978-3-217-01197-7
- samen met Gunther Martin en Gottfried Pils: Das ist Österreichs Militärmusik: Von der "Türkischen Musik" zu den Philharmonikern in Uniform, Graz - Wien - Köln: Verlag Styria/Edition Kaleidoskop, 1982. 384 p., ISBN 978-3-222-11402-1
- samen met Wolfgang Suppan: Festschrift zum 70. Geburtstag von Hellmut Haase-Altendorf, Internationale Gesellschaft zur Erforschung und Förderung der Blasmusik (IGEB), Innsbruck: Musikverlag Helbling, 1982. 16 p.
- samen met Fritz Waldstädter: Die Klarinette und das Saxophon: Wissenswertes für Klarinettisten, Saxophonisten und solche, die es werden wollen, Oberneunkirchen: Blasmusikverlag Reischl, 1983. 52 p.
- Das große Salzburger Blasmusikbuch - Mit Ehrentafel der Salzburger Blasmusikkappellen, Wien: Christian Brandstätter, 1983.
- Das große oberösterreichische Blasmusikbuch - Mit Ehrentafel der oberösterreichischen Blasmusikkapellen, Wien: Verlag Christian Brandstätter, 1984. 704 S., ISBN 3-85447-031-2
- Die Trompetenschulen von Andreas Nemetz als Spiegel der Bläserausbildung ..., in: Bericht über die Vierte Internationale Fachtagung zur Erforschung der Blasmusik, Uster/Schweiz 1981., Tutzing: H. Schneider, 1984. 247 p., ISBN 978-3-795-20435-8
- samen met Max Schönherr: Karl Komzák: Vater, Sohn, Enkel - ein Beitrag zur Rezeptionsgeschichte der österreichischen Popularmusik, Wien: Österreichischer Blasmusik Verband, 1989. 330 p., ISBN 978-3-215-07040-2
- Das Signalwesen der Postillione in Österreich, Ungarn, Studia Musicologica Academiae Scientiarum Hungaricae, v32 nr. 1/4, 1990. pp. 347-382
- Review of "Neue Ausgabe sämtlicher Werke. Serie V. Werkgruppe 14: Konzerte für ein oder mehrere Streich-, Blas- und Zupfinstrumente und Orchester. Band 5: Hornkonzerte (mit Kritischem Bericht), in: Die Musikforschung, v 45 nr. 2, April-Juni 1992. pp. 219-220
- Kongressbericht Abony/Ungarn 1994, Tutzing: Hans Schneider Verlag, 509 p., ISBN 978-3-795-20847-9
- Review of "Beredte Töne. Musik im historischen Prozeß. (Europäische Hochschulschriften. Reihe XXXVI Musikwissenschaft. Band 51), in: Die Musikforschung, v 47 nr. 2, April-Juni 1994. pp. 206-207
- Review of "Blasmusikforschung. Eine kritische Einführung", in: Die Musikforschung, v. 48 nr. 2, April-Juni 1995. pp. 213-215
- Der Grazer Musikverlag Stanberg von der ersten zur zweiten Republik : Grazer Verlagsaktivitäten im Dienste der (steirischen) Popularmusik, Graz: 1996.
- Raritäten der Bläsermusik: die Blasinstrumente im Wander der Zeit, in: Musikinstrumentenmuseum Schloss Kremsegg (Kremsmünster, Austria). Chronologische Präsentation der Blasinstrumente aus der Sammlung Streitwieser, Kremsmünster: Musica Kremsmünster, 1997. 127 p.
- Musiksoziologische Aspekte im kulturen Wirkungsbereich der altösterreichischen Militärmusik vor 1918, in: Kongressbericht Mainz 1996 der Internationale Gesellschaft zur Erforschung und Förderung der Blasmusik (IGEB), Tutzing: H. Schneider Verlag, 1998. 452 p., ISBN 978-3-795-20942-1
- samen met Siegfried Kristöfl: Die Militärmusik Europas : Schloss Kremsegg, Kremsmünster, 22. Mai 1999 bis 5. Nov. 2000, Kremsmünster: Musica Kremsmünster, 1999. 42 p.
- samen met Josef Leeb: Der Jungmusiker ein Wegweiser für die Jugendarbeit im österreichischen Blasmusikverband, Oberneukirchen: Blasmusikverlag Reischl, 2000. 115 p.
- Lanner in Graz: ein Beitrag zum urbanen Gesellschaftsleben und zur bürgerlichen Musikkultur im biedermeierlichen Graz, Graz: Festschrift zum 60. Geburtstag von Wolfgang Suppan, pp. 35-49
- Musik in Bewegung: Richtlinien für Ausrückungen und Marschmusikbewertungen österreichischer Blasmusikkapellen, Oberwart: Tuba-verlag, 2002. 113 p.,
- samen met Erich Broy: Mozart und seine Zeit: Leben und Werke aus blasmusikalischer Sicht , DVO Druck und Verlag Obermayer, 97 p., ISBN 3-927781-52-5